# Mino Denti
Mino Denti (ur. 5 lutego 1945 w Soncino) – włoski kolarz szosowy, dwukrotny medalista mistrzostw świata.

## Kariera
Największy sukces w karierze Mino Denti osiągnął w 1965 roku, kiedy wspólnie z Pietro Guerrą, Luciano Dalla Boną i Giuseppe Soldim zdobył złoty medal w drużynowej jeździe na czas na mistrzostwach świata w San Sebastián. W tej samej konkurencji Włosi w składzie: Attilio Benfatto, Luciano Dalla Bona, Pietro Guerra i Mino Denti zdobyli też brązowy medal na rozgrywanych rok później mistrzostwach świata w Nürburgu. Na tych samych mistrzostwach zajął także 36. miejsce w wyścigu ze startu wspólnego amatorów. Ponadto w 1966 roku wygrał francuski Tour de l’Avenir, a trzy lata później był najlepszy w Giro del Veneto. W 1967 roku zajął 53. miejsce w Giro d’Italia, a rok później uplasował się na 61. pozycji w klasyfikacji generalnej Tour de France. Nigdy nie wystąpił na igrzyskach olimpijskich. Jako zawodowiec startował w latach 1967-1970.